# أحمد شرف الدين
 أحمد عبد الرحمن شرف الدين  ( ـ 21 يناير 2014) كان سياسياً يمنيا وعضوا في حزب الحق وممثلا عن جماعة أنصار الله (الحوثيين) في مؤتمر الحوار الوطني اليمني. وفقا لسيرته الذاتية، فإن شرف الدين تخرج من جامعة صنعاء عام 1978 وحصل على درجة الماجستير في الحقوق من جامعة عين شمس المصرية عام 1980 ثم الدكتوراة من نفس الجامعة عام 1983 ليعمل أستاذا مساعدا في جامعة صنعاء عام 1984 تم اغتياله في 21 يناير 2014 من قبل مسلحين مجهولين أثناء توجهه لحضور الجلسة العامة الختامية لمؤتمر الحوار الوطني اليمني